# San Marino RTV
San Marino RTV (Italiaans: Radiotelevisione della Repubblica di San Marino (San Marino RTV)) is de publieke omroep van het dwergstaatje San Marino.

## Geschiedenis
Op 27 december 1992 begon San Marino RTV met experimenteren in de radiowereld, dit leidde tot Radio San Marino op 28 februari 1993.
Op 24 april 1993 begon San Marino RTV te experimenteren met televisiewerkzaamheden, op 28 februari 1994 begon na het succesvolle experimenten een televisiezender, die in die tijd vanaf tien uur in de ochtend tot twee uur in de middag. Tegenwoordig zendt de zender 24 uur uit.
In juli 1995 wordt de omroep lid van de European Broadcasting Union, ze hebben vanaf dan recht om deel te nemen aan alle evenementen van de EBU. In 2008 maken ze hier gebruik van om voor het eerst mee te doen aan het Eurovisiesongfestival in Belgrado.

## Bezittingen
San Marino RTV bevat twee radiostations, Radio San Marino en Radio San Marino Classic. Daarnaast bevat San Marino RTV de televisiezenders San Marino RTV en San Marino RTV Sport.